# Cangur arborícola negre
El cangur arborícola negre (Dendrolagus ursinus) és una espècie de marsupial de la família dels macropòdids. És endèmic d'Indonèsia i es troba amenaçat per la pèrdua d'hàbitat.